# Iaslovăţ
Iaslovăţ é uma comuna romena localizada no distrito de Suceava, na região de Bucovina. A comuna possui uma área de 18.26 km² e sua população era de 3661 habitantes segundo o censo de 2007.